# Mercurana myristicapalustris
Mercurana myristicapalustris é uma espécie de anfíbio anuro da família Rhacophoridae. É a única espécie descrita para o gênero Mercurana. O epíteto genérico homenageia Freddie Mercury. Endêmica da Índia, pode ser encontrada somente nas áreas pantanosas nos contrafortes ocidentais da Cordilheira Agasthyamalai em Querala.